# Palaeometa opertanea
Palaeometa
Genre
Espèce
Synonymes
- Theridium opertaneum Scudder, 1890

Palaeometa opertanea, unique représentant du genre Palaeometa, est une espèce fossile d'araignées aranéomorphes de la famille des Tetragnathidae.

## Distribution
Cette espèce a été découverte dans la formation Florissant au Colorado aux États-Unis. Elle date du Paléogène.

## Publications originales
- (en) Scudder, 1890 : The Tertiary Insects of North America. Report of the United States Geological Survey, vol. 13, p. 1–734 (texte intégral).
- (en) Petrunkevitch, 1922 : Tertiary spiders and opilionids of North America. Transactions of the Connecticut Academy of Arts and Sciences, vol. 25, p. 211–279.